# Стэнли, Октавио
Окта́вио де ла Ро́са (исп. Octavio de la Roza), наст. фамилия Стэ́нли (исп. Octavio Stanley; род. 8 августа 1978, Буэнос-Айрес) — аргентинский танцовщик и хореограф, солист «Балета Бежара» (Лозанна, Швейцария) в 2000—2008 годах.

## Биография
Так как мать Октавио была артисткой, он с детства занимался танцем. В возрасте 6 лет начал учиться степу, в 10 лет поступил в балетную школу при Театре Колон. В 18 лет был замечен хореографом Морисом Бежаром и был принят в его балетную школу в Лозанне; также благодаря Бежару прошёл двухмесячную стажировку в балетной школе Парижской оперы у педагога Сержа Головина. После окончания обучения был принят в труппу «Балета Бежара».
Исполнял сольные партии в балетах Мориса Бежара, в том числе Избранника в «Весне священной» И. Стравинского, Тамино в «Волшебной флейте» на музыку Моцарта, соло в «Болеро» М. Равеля (спектакль возобновлён в 1998 году; ранее главную партию исполнял Хорхе Донн). Бежар поставил для него «Послеполуденный отдых фавна», «Греческое соло», «Песню странствующего клоуна» и другую хореографию. Также посвятил артисту книгу «Письма молодому танцовщику» (Lettres à un jeune danseur) — сборник писем, ему адресованных.
В 2002 году Октавио участвовал в российских гастролях труппы Бежара; по мнению рецензента «Петербургского театрального журнала», «нынешний молодой солист Октавио Стэнли обладает всеми достоинствами бежаровского танцовщика и дьявольским обаянием».
После смерти Бежара ушёл из труппы и в 2008 году создал в Лозанне собственную «Танцевальную компанию Октавио де ла Роса».
В 2015 году при поддержке коммуны и Loterie Romande, выделевшей 30 тысяч франков, перестроил старую танцевальную студию, бывший ангар в Ренане и открыл там театр l’Espace D.

## Постановки
- 2007 — Ginastera
- 2008 — Oiseaux du paradis, Dansez, rêves!, Tutu tues-tu ?
- 2009 — Lettres à Maurice Béjart (при поддержке принцессы Катерины Ага-хан), Tango Palace
- 2010 — Voulez-vous danser Gainsbourg? (при поддержке Джейн Биркин), No Time, Looking Back (совместно с Евой Коларовой; I премия хореографического конкурса в Мийо)
- 2011 — Tango mon amour, Credo
- 2012 — Untitled Instant, Homeless, Life
- 2014 — Instants volés, L'après-midi d'un faune